# Zhenan Bao

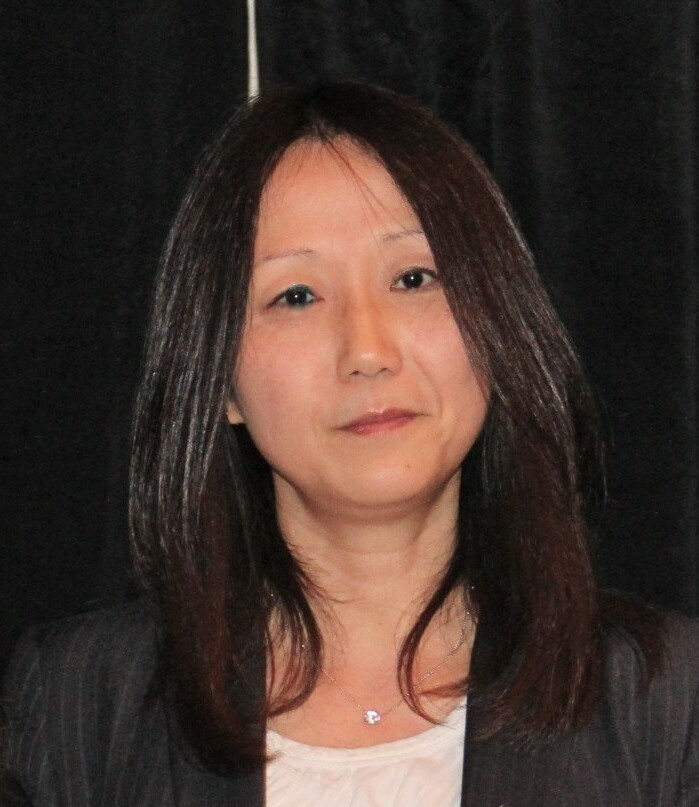
Zhenan Bao (2014)

Zhenan Bao (* 1970, chinesisch 鮑哲南, Pinyin Bào Zhénán;) ist Professorin für Chemieingenieurwesen, Materialwissenschaft und Werkstofftechnik & Ingenieurwissenschaften an der Stanford University. Sie ist Vorreiterin von Designkonzepten für organische elektronische Materialien. Ihre Arbeit hat flexible elektronische Schaltungen und Displays ermöglicht.

## Leben
Zhenan Bao verbrachte ihre ersten acht Jahre der Karriere als Mitglied des technischen Stabs und später als Distinguished Member of Technical Staff in den Bell Laboratories. Sie hat sich im Bereich der organischen Elektronik als eine der angesehensten Forscherinnen der Welt etabliert. Diese Reputation beruht auf ihrem innovativen Design, der Synthese, der Verarbeitung und der Charakterisierung organischer Halbleiter, die sie in einer weitläufigen Palette von Geräten umsetzte, die von Gesundheitsüberwachungsgeräten über drahtlose Temperatursensoren, biologisch abbaubarer Elektronik bis zu dehnbaren Solarzellen und selbst heilender Haut reichen. Zhenan Bao hat über 450 referierte Publikationen, hält über 60 US-Patente und hat einen h-Index von 181 (Stand 4. Februar 2023). Sie zählte im Jahr 2015 als Master of Materials zu den Nature´s 10 (top ten people who mattered). Seit 2022 zählt der Medienkonzern Clarivate sie aufgrund der Zahl der Zitationen zu den Favoriten auf einen Nobelpreis (Clarivate Citation Laureates).
Zhenan Bao ist Mitglied der National Academy of Engineering und der National Academy of Inventors. Sie war von 2003 bis 2005 Mitglied des Board of Directors der Materials Research Society (MRS) und Mitglied des Executive Committee für die Abteilung Polymer Materials Science and Engineering der American Chemical Society.

## Auszeichnungen (Auswahl)
- 2024 Mitglied der National Academy of Sciences
- 2021 Mitglied der American Academy of Arts and Sciences
- 2020 Willard Gibbs Medal der American Chemical Society (Chicago Section)
- 2018 Wilhelm Exner Medaille
- 2017 ACS Award in Polymer Chemistry
- 2017 UNESCO-L’Oréal-Preis für Frauen in Wissenschaft in den Physikalischen Wissenschaften
- 2014 AICHE Andreas Acrivos Award für den Fortschritt in Chemieingenieurwesen
- 2013 ACS Carl Marvel Preis für Kreative Polymerchemie ausgezeichnet
- 2011 Arthur C. Cope Award
- 2009 Beilby-Medaille
- 2009 Preis der Royal Society of Chemistry
- 2008 IUPAC Creativity in Applied Polymer Science Prize
- 2001 American Innovation Award
- 2001 R&D 100 Award

Zhenan Bao wurde 2002 von der American Chemical Society Women Chemists Committee als einer der zwölf Outstanding Young Woman Scientists ausgewählt, von denen ein wesentlicher Einfluss in der Chemie erwartet wird. Sie wurde 2003 vom Magazin MIT Technology Review als einer der 100 besten Innovatoren für das 21. Jahrhundert ausgewählt.